# Memo (Album)
Memo ist das Debütalbum des deutschen Rappers Pimf. Es erschien am 19. Juni 2015 über das Independent-Label Heart Working Class und wird von Groove Attack vertrieben. Das Album wurde als Standard- und Amazon-Edition, inklusive Instrumentals und T-Shirt, veröffentlicht.

## Inhalt und Produktion
Die Lieder des Albums sind überwiegend ruhig gehalten, wobei Pimf viel über sein Leben rappt.
Der Großteil des Albums wurde von Marq Figuli produziert, der die Beats zu sieben Songs beisteuerte und zudem an drei Instrumentals beteiligt war. Alex Austin zeichnet für die musikalische Untermalung zu zwei Stücken verantwortlich und je eine Produktion stammt von Lucas Mewes und Christoph Nowak. Außerdem wirkte Pimf selbst an drei Produktionen mit. Unterstützung beim Intro sowie Silus & Jamal gab es darüber hinaus vom Kasseler DJ Zwei50er.

## Covergestaltung
Das Albumcover zeigt Pimf vor einem Schallplattenregal sitzend, den Blick nach unten gerichtet. Am oberen Bildrand stehen die Schriftzüge Pimf und Memo in Schwarz bzw. Grün auf beigem Papier. Die Optik des Covers erinnert an frühe Vinyl-Artworks. Dieser Eindruck wird durch den dargestellten Abdruck, den eine Schallplatte auf Papier hinterlässt, bestärkt. Gestaltet wurde das Artwork von Eric Gerhardy.

## Gastbeiträge
Auf drei Liedern des Albums sind neben Pimf andere Künstler vertreten. So hat der Rapper Umse einen Gastauftritt im Song Small City, während Schlaflos eine Zusammenarbeit mit dem Rapper Mortis ist. Außerdem ist der Rapper Damion Davis auf Zeitlupe zu hören.

## Titelliste
| #  | Titel               | Gastbeiträge | Produzent                                   | Länge |
| -- | ------------------- | ------------ | ------------------------------------------- | ----- |
| 1  | Intro               |              | Marq Figuli                                 | 2:10  |
| 2  | Small City          | Umse         | Lucas Mewes                                 | 2:52  |
| 3  | Auf Achse           |              | Christoph Nowak, Jonas Kramski, Marq Figuli | 3:43  |
| 4  | Irgendwo halt nicht |              | Alex Austin                                 | 3:50  |
| 5  | Papierflieger       |              | Jonas Kramski, Marq Figuli                  | 2:48  |
| 6  | Schlaflos           | Mortis       | Marq Figuli                                 | 3:59  |
| 7  | Philadelphia        |              | Marq Figuli                                 | 3:23  |
| 8  | Silus & Jamal       |              | Marq Figuli                                 | 2:44  |
| 9  | Fata Morgana        |              | Marq Figuli                                 | 3:24  |
| 10 | Schöne Grüße        |              | Jonas Kramski, Marq Figuli                  | 2:50  |
| 11 | Horizont            |              | Marq Figuli                                 | 2:57  |
| 12 | Zeitlupe            | Damion Davis | Alex Austin                                 | 3:34  |
| 13 | Erinnerungsfoto     |              | Marq Figuli                                 | 2:50  |

Die Amazon und iTunes-Edition enthalten zusätzlich die Instrumentals zu allen Liedern.

## Chartplatzierungen und Videos
Memo stieg am 26. Juni 2015 auf Platz 49 in die deutschen Charts ein und verließ die Top 100 in der folgenden Woche. In Österreich und der Schweiz erreichte das Album die Charts nicht.
Vor Veröffentlichung des Tonträgers erschienen auf YouTube Videos zu den Liedern Papierflieger, Horizont und Philadelphia. Außerdem wurde ein zweiteiliges Snippet zum Album veröffentlicht.

## Rezeption
- Die Internetseite laut.de gab dem Album drei von möglichen fünf Punkten:

| Professionelle Bewertungen | Professionelle Bewertungen |
| -------------------------- | -------------------------- |
| Kritiken                   |                            |
| Quelle                     | Bewertung                  |
| laut.de                    | [ 4 ]                      |
| rappers.in                 | [ 5 ]                      |

„Einerseits wirkt Jonas Kramski, wie ein für sein Alter durchaus reflektierender, nachdenklicher junger Mann, andererseits spürt man auch an allen Ecken und Enden die Unvollkommenheit seines Charakters, die sich im Soundbild widerspiegelt. Irgendwas fehlt immer, um einen Song so richtig rund zu machen. Auch die Coming-Of-Age-Thematik, die sich durch das ganze Album zieht, hat ihre Licht- und Schattenseiten. Er spricht damit zwar sicher viele Jugendliche in einer ähnlichen
Lebenslage an, verschafft seiner Musik aber auch eine gewisse Unzugänglichkeit, da Jonas darüber hinaus nicht viel zu erzählen hat. […] Ab und an springt dann doch eine gute Idee dabei raus, wenn sich Pimf "Schlaflos" die Nächte mit NBA schauen und Texte schreiben um die Ohren schlägt: Auf "Schöne Grüße" schreibt Pimf einen Brief an sein späteres Ich. Ein "Erinnerungsfoto" reicht nun mal nicht, die sarkastische Kritik an der Selfie-Gesellschaft verkommt aber trotzdem zur ollen Kamelle. […] "Memo" hinterlässt einen soliden, aber an vielen Stellen unausgegorenen Eindruck. Sein Debüt beweist immerhin: Pimf meint es ernst mit der Musik.“